# Stranded (album)
Stranded je třetí studiové album anglické rockové skupiny Roxy Music. Vydáno bylo v listopadu roku 1973 a jeho producentem byl Chris Thomas. Na rozdíl od předchozích dvou alb, pro které všechny písně napsal frontman Bryan Ferry, obsahuje tato deska také dvě písně, na nichž se autorsky podíleli i jiní členové (konkrétně Andy Mackay a Phil Manzanera). Jde o první album kapely, na němž se nepodílel Brian Eno. Zároveň jde o první album kapely, na němž hráli John Gustafson a Eddie Jobson. V britské hitparádě se umístilo na první příčce. Na obalu alba byla použita fotografie modelky a Ferryho tehdejší přítelkyně Marilyn Cole. Brian Eno desku označil za nejlepší nahrávku v historii kapely.

## Seznam skladeb
Autorem všech skladeb je Bryan Ferry, pokud není uvedeno jinak.
1. Street Life – 3:29
2. Just Like You – 3:36
3. Amazona (Ferry, Phil Manzanera) – 4:16
4. Psalm – 8:04
5. Serenade – 2:59
6. A Song for Europe (Ferry, Andy Mackay) – 5:46
7. Mother of Pearl – 6:52
8. Sunset – 6:04

## Obsazení
Roxy Music
- Bryan Ferry – zpěv, klavír, elektrické piano, harmonika
- John Gustafson – baskytara
- Eddie Jobson – syntezátor, klávesy, elektrické housle
- Andy Mackay – hoboj, saxofon, zvukové efekty
- Phil Manzanera – kytara, zvukové efekty
- Paul Thompson – bicí, tympány

Ostatní hudebníci
- Chris Laurence – kontrabas v „Sunset“
- The London Welsh Male Choir – sbor v „Psalm“
- Chris Thomas – baskytara v „Street Life“[3]